# BEST MONCHY 1 -Listening-
『BEST MONCHY 1 -Listening-』（ベスト モンチー ワン リスニング）は、チャットモンチーの2作目のベスト・アルバムである。2018年10月31日にKi/oon Musicから発売された。

## 概要
2018年7月に解散（完結）したチャットモンチーのオールタイム・ベスト。
完全生産限定盤と期間限定生産盤の2形態での発売。
Disc 1には、元メンバーの高橋久美子が在籍中である2005年から2011年にかけての楽曲が、Disc 2には、ツーピース時代である2012年から2018年までの楽曲がそれぞれ収録されている。
完全生産限定盤のみに収録されているDisc 3には、既存曲のリミックスや未発表曲などのレア音源が収録されている。

## 収録曲

### Disc 1 [2005-2011]
1. ハナノユメ
  - 1st Mini Album 「chatmonchy has come」収録曲
2. サラバ青春
  - 1st Mini Album 「chatmonchy has come」収録曲
3. 恋の煙
  - 1st Single 表題曲
4. 恋愛スピリッツ
  - 2nd Single 表題曲
5. 東京ハチミツオーケストラ
  - 1st Full Album 「耳鳴り」収録曲
6. シャングリラ
  - 3rd Single 表題曲
7. 女子たちに明日はない
  - 4th Single 表題曲
8. バスロマンス
  - 4th Single カップリング曲
9. とび魚のバタフライ
  - 5th Single 表題曲の1曲目
10. 世界が終わる夜に
  - 5th Single 表題曲の2曲目
11. 橙
  - 6th Single 表題曲
12. 親知らず
  - 2nd Full Album 「生命力」収録曲
13. ヒラヒラヒラク秘密ノ扉
  - 7th Single 表題曲
14. 風吹けば恋
  - 8th Single 表題曲
15. 染まるよ
  - 9th Single 表題曲
16. Last Love Letter
  - 10th Single 表題曲
17. 8cmのピンヒール
  - 3rd Full Album 「告白」収録曲
18. ここだけの話
  - 2nd Mini Album 「Awa come」収録曲
19. バースデーケーキの上を歩いて帰った
  - 4th Full Album 「YOU MORE」収録曲

### Disc 2 [2012-2018]
1. 満月に吠えろ
  - 11th Single 表題曲
2. テルマエ・ロマン
  - 12th Single 表題曲
3. ハテナ
  - 13th Single 表題曲の1曲目
4. きらきらひかれ
  - 14th Single 表題曲
5. コンビニエンスハネムーン
  - 15th Single 表題曲
6. 変身
  - 5th Full Album 「変身」収録曲
7. こころとあたま
  - 16th Single 表題曲の1曲目
8. いたちごっこ
  - 16th Single 表題曲の2曲目
9. ときめき
  - 17th Single 表題曲の1曲目
10. 隣の女
  - 17th Single 表題曲の2曲目
11. きみがその気なら
  - 6th Full Album 「共鳴」収録曲
12. majority blues
  - 18th Single 表題曲の1曲目
13. 消えない星
  - 18th Single 表題曲の2曲目
14. Magical Fiction
  - 19th Single 表題曲
15. I Laugh You
  - 配信限定シングル
16. たったさっきから3000年までの話
  - 7th Full Album 「誕生」収録曲

### Disc 3 [Remixies & Rare Tracks]
＊完全生産限定盤のみ収録
1. Shangrila (Takkyu Ishino Remix)
  - 配信限定シングル
2. あいまいな感情（Dub Mix）
  - 配信限定シングル
3. 変身 (GLIDER MIX) by group_inou
  - 16th Single 「こころとあたま/いたちごっこ」カップリング曲
4. Last Love Letter (Koji Nakamura Remix)
  - 17th Single 「ときめき/隣の女」カップリング曲
5. やさしさ -seb remix-
  - 19th Single 「Magical Fiction」カップリング曲
6. 砂鉄 (golmol Remix)
7. 恋の煙 (同期ver.) with 小出祐介 (Base Ball Bear)
  - 2nd 7inch Analog Single 「たったさっきから3000年までの話」 カップリング曲
8. お調子者
  - DVD「チャットモンチー レストラン 前菜」メニュー画面BGM
9. マイネオムーン　イズ　ヒア
  - DVD「チャットモンチー レストラン スープ」メニュー画面BGM
10. 夢心地
  - DVD/Blu-ray「チャットモンチー レストラン メインディッシュ」メニュー画面BGM
11. BETSUBARA
  - DVD「チャットモンチー レストラン デザート」メニュー画面BGM
12. 息子
  - 奥田民生の楽曲のカバー
13. かわいいひと
  - ウルフルズの楽曲のカバー
  - 19th Single 「Magical Fiction」カップリング曲
14. きっきょん
  - FM徳島のジングル
15. とまらん
  - 配信限定シングル
  - 18th Single 「majority blues/消えない星」カップリング曲